# Ossobuco

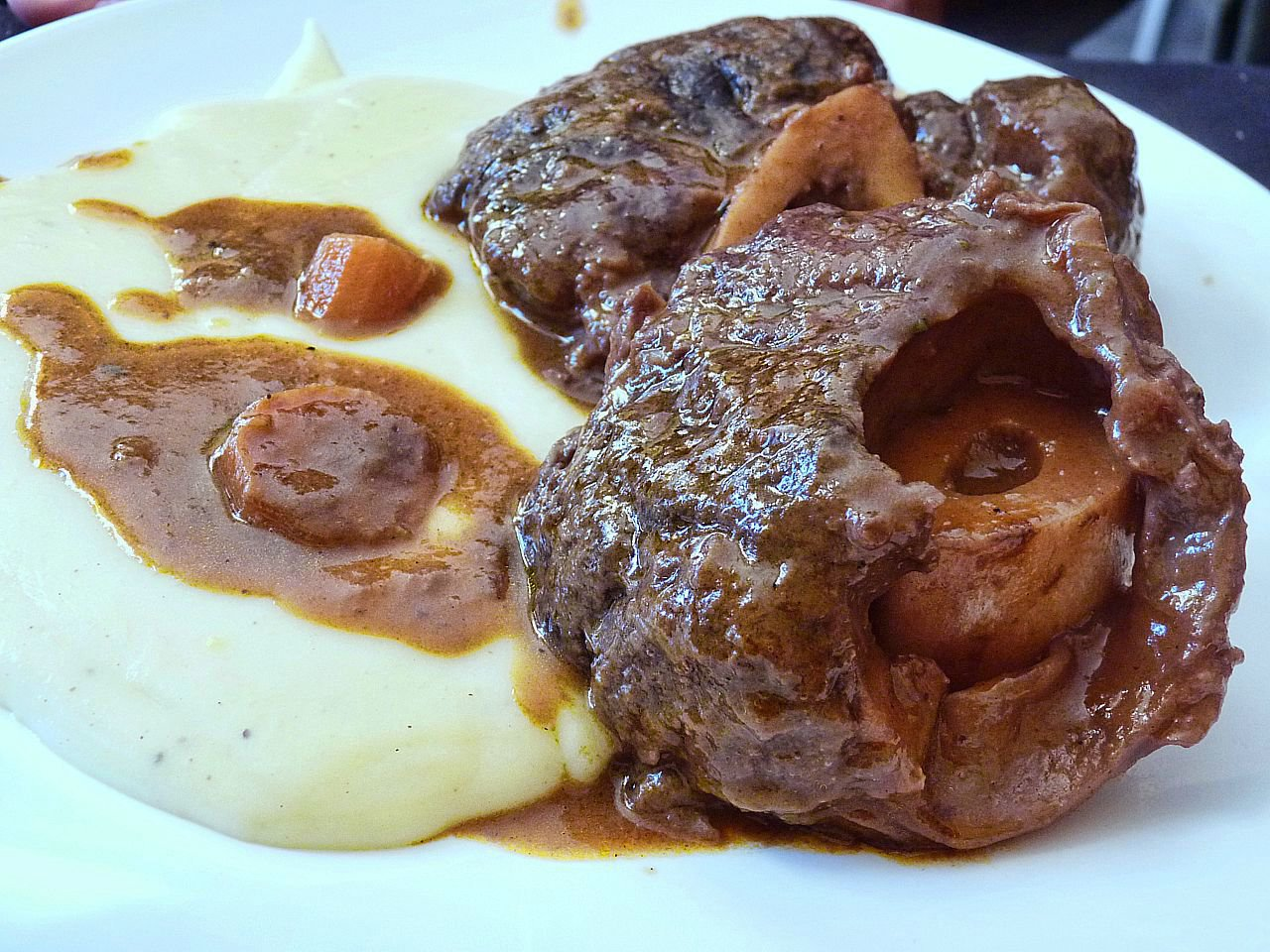
Ossobuco met puree

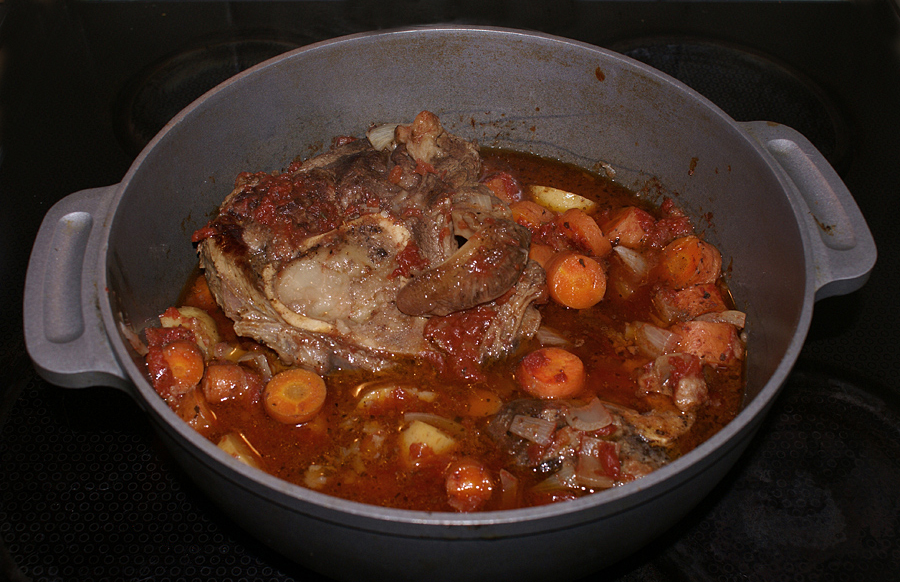
Ossobuco

Ossobuco (ook: osso buco) is een Italiaans vleesgerecht. Ossobuco kent zijn oorsprong in Milaan. De basis van ossobuco zijn kalfsschenkels. De schenkels worden met onder meer uien, wortel en bleekselderij gestoofd. In het traditionele Milanese recept worden geen tomaten verwerkt. Er zijn ook recepten in omloop met tomaat. Deze recepten met tomaat zouden formeel niet "alla milanese" genoemd moeten worden.
Het gerecht wordt afgemaakt met gremolata, een evenredig mengsel van peterselie, gehakte knoflook en citroenrasp. Doorgaans wordt ossobuco met risotto geserveerd.